# Out There!
L'Out There! Tour è il tredicesimo tour solista del musicista inglese Paul McCartney che si è svolto tra il 2013 e il 2015 in diversi paesi del mondo.
La scaletta dei concerti – come ogni altro tour – contiene canzoni dei Beatles, Wings e pubblicate da solista. A seguito della pubblicazione dell'album solista New, alcuni brani musicali di tale album furono inseriti nella scaletta dei concerti.

## Contesto e Panoramica
Il primo show annunciato fu quello di Varsavia (che non fu veramente il primo), dove venne dichiarato che Paul McCartney "avrebbe viaggiato in tutto il mondo, e soprattutto in posti in cui non è mai stato prima".
Le date del tour non furono annunciate nello stesso momento, in realtà ogni concerto fu annunciato in giorni differenti, a volte qualche giorno prima. Alcune foto trapelarono online, mostrando McCartney al di sopra di una piattaforma elevata a circa 6 metri, nuove luci laser, grafiche video e un pavimento illuminato dai LED.

### Tappa sudamericana
Dopo il grande successo riscontrato dai tour precedenti, la città brasiliana di Belo Horizonte ha iniziato una petizione per far esibire McCartney nella città. La richiesta fu accettata e McCartney fu accolto con cartelloni di benvenuto e vari fan si accamparono fuori lo stadio a costo di vederlo.
Durante questa tappa, McCartney suonò diverse canzoni dei Beatles che fino ad allora non erano mai state suonate dal vivo: Eight Days a Week (1964), Your Mother Should Know, All Together Now, Being for the Benefit of Mr. Kite!, Lovely Rita (1967). A fine concerto, Paul fu ringraziato da tutti i fan per aver risposto alla petizione.
Durante l'esibizione di Goiânia, lo stadio fu infestato dalle cavallette, la "cavalletta della speranza" si posizionò dovunque, anche su McCartney stesso, che dedicherà una parte di Hey Jude alle cavallette, cantando direttamente a loro.

McCartney tornerà in America del Sud l'anno dopo, esibendosi per la primissima volta in Ecuador.

### Tappa europea
I concerti europei furono i primi ad essere rivelati.
McCartney si esibì a Varsavia in Polonia, una delle sue uniche apparizioni, seguito da un concerto a Vienna pochi giorni dopo.

L'ultimo concerto europeo fu all'Arena di Verona in Veneto, unica esibizione di McCartney in tale zona.

### Tappa nordamericana
Con l'annuncio dell'estensione del tour, McCartney tenne i suoi primi concerti in alcuni paesi dell'America centrale.
A inizio 2013, McCartney fu confermato come esibitore principale al Bonnaroo Music & Arts Festival tenuto annualmente a Manchester (Tennessee), questa volta le date della tappa furono confermate nello stesso periodo, prevedendo inizialmente 8 città, che però furono immediatamente aumentate.
I 3 concerti di Orlando, Austin e Tulsa vennero raddoppiati su richiesta degli spettatori, mentre si iniziò a speculare di un possibile concerto programmato a Milwaukee, che venne poi confermato.
Il 16 aprile 2013 un video fu pubblicato dall'Outside Lands Music & Arts Festival, che mostra McCartney tra gli artisti partecipanti.
In seguito, McCartney rivelò una fermata a New York e 4 in Canada – in particolare il concerto allo Scotiabank Place di Ottawa (rinominato Canadian Tire Centre poco prima) e quello al Plains of Abraham di Quebéc, per festeggiare il 400º anniversario della fondazione.
Molti concerti di questa tappa presentarono diversità rispetto alle tappe precedenti: al concerto di Orlando fece il suo debutto Hope of Deliverance, mentre al Bonnaroo Festival (concerto con il più grande afflusso di fan) decise di arrangiare una cover della canzone folk/country blues Midnight Special perché la canzone parlava della vicina Nashville. Ad Ottawa suonò Michelle e Mull of Kintyre assieme all'Ottawa Police Service Pipe Band. A Seattle si unì durante il segmento Encore agli ex-membri Nirvana Dave Grohl, Krist Novoselic e Pat Smear, insieme si esibirono nella canzone Cut Me Some Slack, tratta dal soundtrack del film Sound City, a cui McCartney stesso collaborò come parte del supergruppo Sound City Players; hanno poi messo in scena un medley dei Beatles che includeva la vecchia Long Tall Sally di Little Richard, campionato da diversi artisti tra cui i Beatles. All'Outside Lands, McCartney campionò The Magical Mystery Tour e la traccia folk San Francisco Bay Blues di Jesse Fuller. Nei concerti canadesi è stato accompagnato dal Kronos Quartet, la City of Winnipeg Police Pipe Band e la City of Regina Pipe Band.
Nel 2014 Paul McCartney aprì un account Instagram, che divenne il mezzo principale di comunicazione tra McCartney e i fan, infatti molte date furono annunciate in post di Instagram. La tappa americana fu estesa ulteriormente con 5 città nuove tra cui Lubbock, che visitò per omaggiare il suo vecchio idolo Buddy Holly, scomparso da ormai 70 anni. Ben 17 città furono incluse nel tour, in quello che è a tutti gli effetti un tour più piccolo all'interno di un altro – degno di nota è il concerto al Candlestick Park di San Francisco, ricordato per il giuramento del sindaco Ed Lee fatto prima del concerto ma anche perché esattamente 58 anni prima i Beatles tennero l'ultimo concerto live della loro tournée finale nello stesso posto (1966 US Tour), il concerto finale della tappa fu al Dodger Stadium, anch'esso concordante con il penultimo concerto del medesimo tour beatlesiano.

McCartney aveva inizialmente programmato la tappa asiatica per l'estate 2014, però a causa di complicazioni fu costretto a spostarlo, in compenso pianificò sul suo sito ufficiale una nuova tappa americana per il 2015. McCartney fu accolto a Columbia dalla governatrice Nikki Haley; e dedicò la canzone The Long and Winding Road alle vittime della sparatoria avvenuta nella chiesa di Charleston. L'intero tour fu completato con una serie di 5 concerti ai Great Lakes.

### Tappa asiatica
McCartney inizialmente annunciò soltanto 6 concerti in 3 città giapponesi, però i concerti di Tokyo furono triplicati e alla fine decise di raddoppiare ogni concerto e includere un'esibizione in Corea del Sud, ma una volta terminato un concerto si ammalò e fu costretto a spostarli tutti.

La tappa venne riprogrammata con nuovi concerti; durante il concerto al Nippon Budokan esibì la canzone Another Girl per la prima volta live, seguita da Dance Tonight, mentre allo Stadio Olimpico di Seul suonò un reprise di Hey Jude con la sua chitarra Höfner, rara versione della canzone.

## Personale

### Paul McCartney Band
- Paul McCartney – voce solista, basso, chitarra acustica, pianoforte, chitarra elettrica, ukulele, cigar box guitar
- Rusty Anderson – voce di supporto, chitarra elettrica, chitarra acustica
- Paul 'Wix' Wickens – voce di supporto, tastiere, chitarra elettrica, chitarra acustica, bongo, percussioni, armonica, fisarmonica
- Brian Ray – voce di supporto, chitarra elettrica, chitarra acustica
- Abe Laboriel Jr. – voce di supporto, batterie, percussioni

### Apparizioni/Ruoli di Supporto

#### Ottawa Police Service Pipe Band
- Jacob Dicker – pipe major
- Joe Kiah – drum sergeant
- numerosi volontari – cornamusa scozzese, rullante, grancassa[10]

#### Kronos Quartet
- David Harrington – violino (solista)
- Gabriela Díaz – violino (supporto)
- Ayane Kozasa – viola
- Paul Wiancko – violoncello

#### City of Winnipeg Police Pipe Band
- Doug Roxburgh – pipe major
- Robert Draho – drum sergeant
- numerosi volontari – cornamusa scozzese, rullante, grancassa[11]

#### City of Regina Pipe Band
- Paul Laforge – pipe major
- Cyrus Felstrom-Stenka – drum sergeant
- numerosi volontari – cornamusa scozzese, rullante, grancassa[12]

#### Altri
- Dave Grohl – voce di supporto, batterie
- Krist Novoselic – voce di supporto, basso
- Pat Smear – voce di supporto, chitarra elettrica

## Date del Tour

### 2013

#### Sud America
| Data          | Città          | Paese   | Luogo                 |
| ------------- | -------------- | ------- | --------------------- |
| 4 Maggio 2013 | Belo Horizonte | Brasile | Estádio Mineirão      |
| 6 Maggio 2013 | Goiânia        | Brasile | Estádio Serra Dourada |
| 9 Maggio 2013 | Fortaleza      | Brasile | Estádio Castelão      |

#### Nord America
| 18 Maggio 2013 | Orlando    | Stati Uniti | Amway Center       |
| 19 Maggio 2013 | Orlando    | Stati Uniti | Amway Center       |
| 22 Maggio 2013 | Austin     | Stati Uniti | Frank Erwin Center |
| 23 Maggio 2013 | Austin     | Stati Uniti | Frank Erwin Center |
| 26 Maggio 2013 | Memphis    | Stati Uniti | FedExForum         |
| 29 Maggio 2013 | Tulsa      | Stati Uniti | BOK Center         |
| 30 Maggio 2013 | Tulsa      | Stati Uniti | BOK Center         |
| 8 Giugno 2013  | Brooklyn   | Stati Uniti | Barclays Center    |
| 10 Giugno 2013 | Brooklyn   | Stati Uniti | Barclays Center    |
| 14 Giugno 2013 | Manchester | Stati Uniti | Great Stage Park   |

#### Europa
| 22 Giugno 2013 | Varsavia | Polonia | Stadion Narodowy     |
| 25 Giugno 2013 | Verona   | Italia  | Arena di Verona      |
| 27 Giugno 2013 | Vienna   | Austria | Ernst-Happel Stadion |

#### Nord America
| 7 Luglio 2013  | Ottawa           | Canada      | Canadian Tire Centre           |
| 9 Luglio 2013  | Boston           | Stati Uniti | Fenway Park                    |
| 12 Luglio 2013 | Washington, D.C. | Stati Uniti | Nationals Park                 |
| 14 Luglio 2013 | Indianapolis     | Stati Uniti | Bankers Life Fieldhouse        |
| 16 Luglio 2013 | Milwaukee        | Stati Uniti | Miller Park                    |
| 19 Luglio 2013 | Seattle          | Stati Uniti | Safeco Field                   |
| 23 Luglio 2013 | Québec           | Canada      | Plains of Abraham              |
| 9 Agosto 2013  | San Francisco    | Stati Uniti | Golden Gate Park               |
| 12 Agosto 2013 | Winnipeg         | Canada      | Investors Group Field          |
| 14 Agosto 2013 | Regina           | Canada      | Mosaic Stadium at Taylor Field |

#### Asia
| 11 Novembre 2013 | Osaka   | Giappone | Kyocera Dome  |
| 12 Novembre 2013 | Osaka   | Giappone | Kyocera Dome  |
| 15 Novembre 2013 | Fukuoka | Giappone | Yafuoku! Dome |
| 18 Novembre 2013 | Tokyo   | Giappone | Tokyo Dome    |
| 19 Novembre 2013 | Tokyo   | Giappone | Tokyo Dome    |
| 21 Novembre 2013 | Tokyo   | Giappone | Tokyo Dome    |

### 2014

#### Sud America
| 19 Aprile 2014 | Montevideo        | Uruguay | Estadio Centenario |
| 22 Aprile 2014 | Santiago del Cile | Cile    | Movistar Arena     |
| 23 Aprile 2014 | Santiago del Cile | Cile    | Movistar Arena     |
| 25 Aprile 2014 | Lima              | Perù    | Estadio Nacional   |
| 28 Aprile 2014 | Quito             | Ecuador | Estadio de Liga    |

#### Nord America
| 1 Maggio 2014     | San José       | Costa Rica  | Estadio Nacional                     |
| 5 Luglio 2014     | Albany         | Stati Uniti | Times Union Center                   |
| 7 Luglio 2014     | Pittsburgh     | Stati Uniti | Consol Energy Center                 |
| 9 Luglio 2014     | Chicago        | Stati Uniti | United Center                        |
| 12 Luglio 2014    | Fargo          | Stati Uniti | Fargodome                            |
| 14 Luglio 2014    | Lincoln        | Stati Uniti | Pinnacle Bank Arena                  |
| 16 Luglio 2014    | Kansas City    | Stati Uniti | Sprint Center                        |
| 2 Agosto 2014     | Minneapolis    | Stati Uniti | Target Field                         |
| 5 Agosto 2014     | Missoula       | Stati Uniti | Washington–Grizzly Stadium           |
| 7 Agosto 2014     | Salt Lake City | Stati Uniti | EnergySolutions Arena                |
| 10 Agosto 2014    | Los Angeles    | Stati Uniti | Dodger Stadium                       |
| 12 Agosto 2014    | Phoenix        | Stati Uniti | US Airways Center                    |
| 14 Agosto 2014    | San Francisco  | Stati Uniti | Candlestick Park                     |
| 28 Settembre 2014 | San Diego      | Stati Uniti | Petco Park                           |
| 2 Ottobre 2014    | Lubbock        | Stati Uniti | United Supermarkets Arena            |
| 11 Ottobre 2014   | New Orleans    | Stati Uniti | Smoothie King Center                 |
| 13 Ottobre 2014   | Dallas         | Stati Uniti | American Airlines Center             |
| 15 Ottobre 2014   | Atlanta        | Stati Uniti | Philips Arena                        |
| 16 Ottobre 2014   | Nashville      | Stati Uniti | Bridgestone Arena                    |
| 25 Ottobre 2014   | Jacksonville   | Stati Uniti | Jacksonville Veterans Memorial Arena |
| 28 Ottobre 2014   | Luoisville     | Stati Uniti | KFC Yum! Center                      |
| 30 Ottobre 2014   | Greensboro     | Stati Uniti | Greensboro Coliseum                  |

### 2015

#### Asia
| 21 Aprile 2015 | Osaka | Giappone      | Kyocera Dome         |
| 23 Aprile 2015 | Tokyo | Giappone      | Tokyo Dome           |
| 25 Aprile 2015 | Tokyo | Giappone      | Tokyo Dome           |
| 27 Aprile 2015 | Tokyo | Giappone      | Tokyo Dome           |
| 28 Aprile 2015 | Tokyo | Giappone      | Nippon Budokan       |
| 2 Maggio 2015  | Seul  | Corea del Sud | Seul Olympic Stadium |

#### Europa
| 23 Maggio 2015 | Londra      | Inghilterra | O2 Arena                |
| 24 Maggio 2015 | Londra      | Inghilterra | O2 Arena                |
| 27 Maggio 2015 | Birmingham  | Inghilterra | Barclaycard Arena       |
| 28 Maggio 2015 | Liverpool   | Inghilterra | Echo Arena Liverpool    |
| 5 Giugno 2015  | Marsiglia   | Francia     | Nouveau Stade Vélodrome |
| 7 Giugno 2015  | Amsterdam   | Paesi Bassi | Ziggo Dome              |
| 8 Giugno 2015  | Amsterdam   | Paesi Bassi | Ziggo Dome              |
| 11 Giugno 2015 | Saint-Denis | Francia     | Stade de France         |

#### Nord America
| 19 Giugno 2015 | Dover           | Stati Uniti | Woodlands of Dover International Speedway |
| 21 Giugno 2015 | Filadelfia      | Stati Uniti | Wells Fargo Center                        |
| 23 Giugno 2015 | Charlottesville | Stati Uniti | John Paul Jones Arena                     |
| 25 Giugno 2015 | Columbia        | Stati Uniti | Colonial Life Arena                       |

#### Europa
| 4 Luglio 2015 | Roskilde  | Danimarca | Festivalpladsen |
| 7 Luglio 2015 | Oslo      | Norvegia  | Telenor Arena   |
| 9 Luglio 2015 | Stoccolma | Svezia    | Tele2 Arena     |

#### Nord America
| 31 Luglio 2015  | Chicago         | Stati Uniti | Grant Park           |
| 13 Ottobre 2015 | Columbus        | Stati Uniti | Nationwide Arena     |
| 15 Ottobre 2015 | University Park | Stati Uniti | Bryce Jordan Center  |
| 17 Ottobre 2015 | Toronto         | Canada      | Air Canada Centre    |
| 21 Ottobre 2015 | Detroit         | Stati Uniti | Joe Louis Arena      |
| 22 Ottobre 2015 | Buffalo         | Stati Uniti | First Niagara Center |

## Scaletta
1. Eight Days a Week / Magical Mystery Tour (Beatles)
2. Save Us / Junior's Farm (solista)
3. All My Loving / Another Girl / Can't Buy Me Love / Got to Get You Into My Life (Beatles)
4. Listen to What the Man Said (Wings) / Good Day Sunshine (Beatles) / Jet (Wings) / One After 909 (Beatles)
5. Temporary Secretary (solista)
6. Let Me Roll It (Wings)
7. Paperback Writer (Beatles)
8. My Valentine (singolo)
9. Nineteen Hundred and Eighty-Five (Wings)
10. The Long and Winding Road (Beatles)
11. Maybe I'm Amazed (solista)
12. I've Just Seen a Face / I'm Looking Through You / Things We Said Today (Beatles) / Hope of Deliverance (solista)
13. We Can Work It Out (Beatles)
14. Another Day (solista)
15. Hope for the Future (solista)
16. And I Love Her (Beatles)
17. Blackbird (Beatles)
18. Here Today (solista)
19. New (solista) / Your Mother Should Know (Beatles)
20. Queenie Eye (solista)
21. Lady Madonna (Beatles)
22. All Together Now (Beatles)
23. Lovely Rita (Beatles)
24. Everybody Out There (solista) / Mrs. Vandeblit (Wings)
25. Eleanor Rigby (Beatles)
26. Being for the Benefit of Mr. Kite! (Beatles)
27. Something (Beatles)
28. Ob-La-Di, Ob-La-Da (Beatles)
29. Band on the Run (Wings)
30. Back in the U.S.S.R. (Beatles)
31. Let It Be (Beatles)
32. Live and Let Die (Wings)
33. Hey Jude (Beatles)

Segmento Encore
1. Day Tripper / Another Girl (Beatles)
2. Hi, Hi, Hi (solista) / Birthday (Beatles)
3. Get Back / I Saw Her Standing There / Can't Buy Me Love (Beatles)
4. Yesterday (Beatles)
5. Helter Skelter (Beatles)
6. Golden Slumbers / Carry That Weight / The End (Beatles)

Esistono poi scalette più o meno alternative per i vari concerti a cui McCartney è stato ospite:
- Bonnaroo Music & Arts Festival
- Plains of Abraham
- Outside Lands Music & Arts Festival
- Nippon Budokan
- Firefly Music Festival
- Roskilde Festival
- Lollapalooza